# Bisdom Nogales
Het bisdom Nogales (Latijn: Dioecesis Nucensis) is een rooms-katholiek bisdom met als zetel Nogales, in Mexico. Het bisdom is suffragaan aan het aartsbisdom Hermosillo. 

## Geschiedenis
Het bisdom werd opgericht op 19 maart 2015, uit delen van het aartsbisdom Hermosillo.

## Parochies
Het bisdom had in 2021 een oppervlakte van 44.244 km2 en telde 626.880 inwoners waarvan 83,1% rooms-katholiek was.

## Bisschoppen
- José Leopoldo González González (19 maart 2015 - heden)

Hermosillo (aartsbisdom) · Ciudad Obregón · Culiacán · Nogales